# 浮山温泉郷
浮山温泉郷（うきやまおんせんきょう）とは、静岡県伊東市の八幡野から赤沢にかけてある温泉付き別荘地。

## 概要
八幡野港の南方、南北に縦断する国道135号の両脇に造成されている温泉付き別荘地。総区画約860、総棟数約800。
1965年（昭和40年）から分譲開始。開発・管理は「殖産浮山温泉 株式会社」。
周辺はヤマモモの群生地となっているため、緑に覆われた独特の景観・雰囲気となっている。

## 交通・アクセス
別荘地中央を高架で縦断する国道135号には、伊東駅から赤沢温泉をつなぐ東海バスの路線バスが毎日4往復程度通っている。別荘地の出入り口付近にある最寄りバス停は「浮山温泉」。
最寄り駅である伊豆急行線の伊豆高原駅までは約2kmで、別荘地専用の無料送迎バスが1日6便（木曜運休）運行されている。